# Buruli-fekély
A Buruli-fekély a Mycobacterium ulcerans. által okozott fertőző betegség. A fertőzés korai szakaszában fájdalommentes nodulus vagy duzzanat jelentkezik. Ez a nodulus válhat fekéllyé. A fekély belül lehet nagyobb, mint a bőr felületén, és a körülvevő bőr megduzzadhat. A betegség előrehaladtával a csont is megfertőződhet. A Buruli-fekély leggyakrabban a karon vagy a lábon alakul ki; láz rendszerint nem kíséri.
A M. ulcerans által felszabadított mycolactone toxinok súlyos mértékben elnyomják az immunrendszer működését és halált okoznak. Ugyanebbe a családba tartozó baktériumok okozzák a gümőkórt és a lepra betegséget is (M. tuberculosis és Lepra). A betegség terjedése nem ismert. Esetleg a vízforrások is felelősek lehetnek a terjedésért. 2013-ban még nincs hatékony ellenanyaga.
Korai felismerésnél nyolchetes antibiotikum-kezelés 80%-ban hatékony. A kezelés gyakran Rifampicin és Sztreptomicin. Néha klarithromicint vagy moxifloxacint használnak a sztreptomicin helyett. Eltérő gyógykezelés a fekély kivágása. Miután a fertőzés meggyógyult, a kezelt területen forradás marad.
A Buruli-fekély leggyakrabban Fekete-Afrika falusi területén fordul elő, különösen Elefántcsontparton, de előfordulhat Ázsiában, a Csendes-óceán nyugati részén és az Amerikákban is. Több mint 32 országból vannak dokumentált esetek. Évente körülbelül öt-, hatezer eset történik. Ez a betegség nemcsak emberekben, de állatokban is előfordul. A Buruli-fekélyt elsőként Albert Ruskin Cook írta körül 1897-ben.